# すくぅ〜るメイト
『すくぅ〜るメイト』は、アダルトゲームブランドILLUSIONが2007年5月25日に発売した、学園モノの恋愛アドベンチャーで、リアルタイム3Dアニメシェーダーで描画するアダルトゲーム。

## 概要
ゲームはテキストアドベンチャー形式のオープニングドラマの後、各ヒロインの物語をプレイする仕様。「スクリプトモード」と呼ばれる設定画面からヒロインやシチュエーションなどを選択してゲームを進めていく。体位を選択してセックスシーンをプレイすることで、新しい体位が選択可能になるほかシナリオも追加される仕組みで、ヒロインごとにあらゆるセックスシーンをプレイし続けて物語の最終章を目指すシステムになっている。また、セックスシーン中のプレイの仕方で「優」「良」「可」「不可」の評価がなされ、ポイントを獲得することができ、このポイントで各ヒロイン用の追加コスチュームなどが利用可能になる。ちなみにシナリオ終了後もスクリプトモードでプレイを続行することが可能になっている。
セックスシーンが始まると、ヒロインのコスチュームや体位などは画面上に現れるプルダウンメニューから具体的な操作を行うことが可能になっており、展開もプレイヤーのタイミングで進めていくことができるようになっているので、カメラアングルを変えている最中に行為が終わっている等ということが無くなった。

## ストーリー
記憶を失い故郷を離れていた緋村和樹は数年ぶりに「木見影島（きみかげじま）」に戻ってきた。「姫有里学園（ひめゆりがくえん）」に編入し、新しい学園生活を迎えることとなったが、早々におかしなクラブ活動へ強引に誘われてしまう。あらゆる秘め事を探求するという名目で作られた「秘め事探求クラブ」というもので遊びの延長のように思われたクラブであったが、活動が始まるとヒロインたちも加わって学園の秘密である「鈴蘭」の謎に遭遇する。
一年中花をつけることの無いその不思議な鈴蘭には「強い想いを捧げると花を咲かせ、それをみた乙女は想いが叶う」という言い伝えがある。そして探求を続けていくうちに和樹は失った記憶と乙女達の過去へ繋がる道筋を見出すのだった。

## 登場人物
緋村 和樹（ひむら かずき）
声：なし
主人公。幼い頃に母親を亡くし過去の記憶もなく、故郷の木見影島を離れて本土で生活していたが姫有里学園への編入をきっかけに故郷へ戻り寮生活を始める。時々記憶が蘇りそうになると頭痛に襲われることがあるが、それは彼が背負っていた宿命と繋がっている。
柳瀬 由芽（やなせ ゆめ）
声：中家志穂
和樹の幼馴染。粗忽で吞気な性格だが温厚で優しく家事も得意。幼い頃に両親を喪って以降は和樹の母親を実の親のように慕っていた。和樹に想いを寄せているが互いの関係が壊れることを恐れて言い出せないでいる。
橘 棗（たちばな なつめ）
声：風音
和樹の先輩。言葉遣いが古式ゆかしくステレオタイプの公家言葉を使う。気位が高く自己中心的な物言いをするが子供っぽい部分があり、それを指摘されることを嫌っている。行動派で妬きもち焼きだが異性には奥手。また、自身の胸が小さいことを秘かに気にしている（他のヒロインと比べても飛び抜けて貧乳）。
架月 芙美（かつき ふみ）
声：一色ヒカル
和樹の従姉妹であり姉的な存在。真面目な性格で学園の自治会長を勤めている。折り目正しく言葉遣いも丁寧で自分には厳しいが和樹には甘く子ども扱いすることも。感情的になると京都弁のような口調になることがある。
芹河 命（せりかわ みこと）
声：かわしまりの
和樹の同級生で双方の父親らに酔った勢いで勝手に決められた許婚。大人しい性格で言葉数が少なく、会話の際にはもっぱらパペットの「犬吉（いぬきち）」を使って腹話術で話すことが多い。大の甘党でもある。勝手に決められたとはいえ、命自身は和樹を許嫁と認識し、一人の男性としても恋愛感情を抱いている。
篠原 日和（しのはら ひより）
声：藤森ゆき奈
和樹の後輩。和樹を溺愛し犬のように懐いているため、和樹に近づく女性に対しては強い警戒心を持つことがある。御神重工製コミュニケーション用ロイドの初号機であるというのが彼女の正体なのだが、周辺の者は皆、これを知っている。だが、秘密（正確には公然の秘密）なので誰もそれを口にしない。
御神 清十郎（みかみ せいじゅうろう）
声：なし
御神重工の御曹司であり和樹の悪友。端的にいえば「おかま」（近年で言うところの「トランスジェンダー」）で、同性愛者の片鱗がうかがえる発言が目立つ。鈴蘭の秘密について何かしらの情報をもっているらしいが、それについて和樹に直接話すことはない。

## 関連ソフトウェア

### キャラクターフィギュア
本作発売に先駆けて無料でリリースされたアプリケーションソフト。五人のヒロイン達をキャラクターフィギュアに見立ててじっくりと観察できるように作られたビュアーソフトで、カメラアングルを自在に操作できるようになっている。体験版とは別でゲーム性はまったく無いが、カメラアングルによってキャラクターが反応することがある。

### 『写真撮影会』
公式サイトのメール会員入会者に無料配信されているスクリーンショット撮影用ツールでヒロインの撮影に特化したアプリケーションソフト。本体のデータが必要となるため単体で起動させることはできない。基本操作は同じだが、ポーズやコスチューム、表情などはあらかじめ用意されたものから選択するようになっている。公式サイトで行われたスクリーンショットコンテストに先駆けて配信された。

### 追加衣装データ ＆ タイムストップ ＆ 連撮機能
公式サイトのメール会員入会者に無料配信されている追加機能とデータ集。衣装に「私服」が追加、キーボードの「N」キーでゲームを停止、そして連続で100枚のスクリーンショット撮影が可能になる機能を追加させられる拡張セットとなっている。